# Radoševac, Golubac
Radoševac (izvirno srbsko Радошевац) je naselje v Srbiji, ki upravno spada pod Občino Golubac; slednja pa je del Braničevskega upravnega okraja.

## Demografija
V naselju živi 220 polnoletnih prebivalcev, pri čemer je njihova povprečna starost 44,1 let (44,9 pri moških in 43,3 pri ženskah). Naselje ima 79 gospodinjstev, pri čemer je povprečno število članov na gospodinjstvo 3,30.
To naselje je, glede na rezultate popisa iz leta 2002, večinoma srbsko, a v času zadnjih treh popisov je opazno zmanjšanje števila prebivalcev.
|  |

| Demografija | Demografija     | Demografija     |
| Leto        | Št. prebivalcev | Št. prebivalcev |
| ----------- | --------------- | --------------- |
|             |                 |                 |
|             |                 |                 |
|             |                 |                 |
|             |                 |                 |
| 1948        | 340             |                 |
| 1953        | 359             |                 |
| 1961        | 345             |                 |
| 1971        | 353             |                 |
| 1981        | 363             |                 |
| 1991        | 339             | 306             |
| 2002        | 304             | 261             |
|             |                 |                 |

| Etnična sestava po popisu iz leta 2002 | Etnična sestava po popisu iz leta 2002 | Etnična sestava po popisu iz leta 2002 | Etnična sestava po popisu iz leta 2002 | Etnična sestava po popisu iz leta 2002 |
| -------------------------------------- | -------------------------------------- | -------------------------------------- | -------------------------------------- | -------------------------------------- |
| Srbi                                   | Srbi                                   |                                        | 243                                    | 93,10%                                 |
| Romi                                   | Romi                                   |                                        | 14                                     | 5,36%                                  |
| Hrvati                                 | Hrvati                                 |                                        | 1                                      | 0,38%                                  |
| Romuni                                 | Romuni                                 |                                        | 1                                      | 0,38%                                  |
| Vlahi                                  | Vlahi                                  |                                        | 1                                      | 0,38%                                  |
| Neznano                                | Neznano                                |                                        | 0                                      | 0,0%                                   |